# Barbero extrayendo un diente
Barbero extrayendo un diente es un cuadro del pintor Adriaen van Ostade, realizado entre 1630 y 1635, que se encuentra en el Museo de Historia del Arte de Viena, Austria.
El cuadro representa una escena de género, en una humilde barbería donde el titular extrae el diente de un parroquiano ante la mirada de varios personajes, algunos de ellos con los rostros algo difuminados. Un foco de luz procedente de la ventana ilumina la parte izquierda de la escena, técnica característica muy propia, mientras la derecha permanece en semipenumbra.
En la pared, una serie de tijeras alude a la función de barbería del lugar. El pintor, como es frecuente, se inclina por los temas populares, que emprende con gran realismo.